# Háfjall
Háfjall är ett berg i Färöarna (Kungariket Danmark). Det ligger i sýslan Norðoyar, i den nordöstra delen av landet, 24 km norr om huvudstaden Tórshavn. Toppen på Háfjall är 648 meter över havet. Háfjall ligger på ön Borðoy.
Terrängen runt Háfjall är kuperad. Havet är nära Háfjall åt sydväst. Närmaste större samhälle är Klaksvík, 1,9 km norr om Háfjall.